# Willa Iwanowskich w Radomiu
Willa Iwanowskich w Radomiu – zabytkowa willa z 1930, położona w Radomiu przy ul. Młodzianowskiej 120.
Willa należała pierwotnie do rodziny Iwanowskich. Budynek jest wpisany do rejestru zabytków pod numerem A-958 z 22.05.2000. Znajduje się też w gminnej ewidencji zabytków miasta Radomia.